# Stazione di Bergamo FVS
Stazione di Bergamo FVS 1967-ben bezárt vasútállomás Olaszországban, Lombardia régióban, Bergamo településen.

## Vasútvonalak
Az állomást az alábbi vasútvonalak érintették:
- della Valle Seriana-vasútvonal

## Kapcsolódó állomások
A vasútállomáshoz az alábbi állomások vannak a legközelebb:
- Borgo Palazzo railway halt (Stazione di Clusone, Ponte Selva railway station)